# Batalla de Moquegua
Ejército Real del Perú
La Batalla de Moquegua fue un encuentro bélico de la guerra de independencia del Perú, que tuvo lugar el 21 de enero de 1823 en las inmediaciones de la villa de Moquegua, capital del departamento del mismo nombre, durante este enfrentamiento el Ejército Libertador del Sur al mando del general argentino Rudecindo Alvarado fue completamente destruido por el Ejército Real del Perú al mando del general José de Canterac. Al final de esta campaña, que significó un serio descalabro para los independentistas, de los 4.300 hombres que partieron de Lima solo retornaron aproximadamente 1.500.

## Antecedentes
Tras la batalla de Torata, el ejército unido habíase retirado a la villa de Moquegua con la intención de reorganizar sus fuerzas; por el lado realista no se pensaba dejar escapar una victoria que se tenía como segura de tal manera que, tras recibir los refuerzos de la división del general José de Canterac, el ejército realista pasó a la ofensiva.
A las 8 a. m. del día 21 de enero los realistas avistaron al ejército unido que imposibilitado de continuar la retirada había formado en batalla teniendo su izquierda apoyada en las casas de Moquegua y extendiendo su línea en la prolongación de un barranco a trechos escarpado y pedregoso, el camino de herradura que atravesaba el barranco y que constituía el centro de la línea del general Alvarado había sido convenientemente protegido por su artillería no así la derecha de su línea formada por una árida elevación que se encontraba desguarnecida. 
Para atacar, el general en jefe José de Canterac formó al ejército real en dos divisiones; la primera a órdenes del brigadier Gerónimo Valdés debía marchar ocultándose tras una colina por la derecha enemiga, atravesar el barranco y posicionarse de la elevación mencionada a fin de flanquear a los independentistas mientras que él junto al general Juan Antonio Monet al mando de la segunda división avanzarían de frente en columnas paralelas buscando concentrar el fuego enemigo y permitir a Valdés ocupar la posición indicada.

## La batalla
Tan pronto como la división de Canterac se puso a tiro principió la batalla y los independentistas concentraron todos sus esfuerzos en atacar a las fuerzas que tenían enfrente. Al descubrir Alvarado la rápida marcha de Valdés sobre su flanco derecho destacó una guerrilla apoyada por un batallón para interceptarlo pero el batallón del Centro que mandaba Espartero, quien solicitó combatir a pesar de tener un brazo en cabestrillo, batió y dispersó las fuerzas enemigas permitiendo que el resto de la división realista se posicionara en la derecha del ejército unido. 
Al advertir esta ventaja, Canterac ordenó avanzar en guerrilla a los batallones Burgos y Cantabria quienes sufrieron numerosas bajas mientras la altura permitió a la artillería patriota utilizar su metralla. Parte de la caballería realista formada por los granaderos de la guardia cargó sobre la artillería logrando apoderarse de sus piezas pero perdiendo 50 individuos en el ataque entre ellos a su comandante Manuel Fernández.
Flanqueada su posición por la división de Valdés y coronadas las alturas del barranco por los batallones de Monet al promediar la una de la tarde el ejército unido se dispersó abandonando desordenadamente el campo a excepción de la caballería rioplatense. A esta, que estaba formada por los granaderos a caballo de San Martín, bajo las órdenes del comandante Juan Lavalle, se les ordenó cubrir la retirada cuando la caballería realista dirigida por Francisco Solé se lanzó en persecución de los dispersos. Los granaderos cargaron sobre la caballería realista deteniéndola y logrando evitar que los infantes fueran cercados y pudieran alejarse. Varias veces repitió el regimiento esta acción, ganándose el respeto de los jefes realistas por semejante sacrificio. Finalmente, superados en número, fueron en su mayoría sableados o capturados. De los 400 hombres que componían el cuerpo solo quedaron 180 cuando la caballería realista detuvo la persecución.

A favor de una ventaja que ofrecía el terreno los bizarros granaderos de los Andes cargaron a los cazadores montados y resistidos y rechazados por estos fueron la mayor parte de aquellos acuchillados y rendidos, acabando casi así el regimiento mas justamente afamado que hasta entonces habían tenido los independientes...
General español Andrés García Camba 

Aqui dejo de existir el famoso regimiento de los andes que formaba el principal nervio de la caballería enemiga, y que tanto se había hecho respetar en Chile, en el Perú y en Quito por su buena disciplina y por su extraordinario valor...
Historiador español Mariano Torrente

El balance de la batalla fue desastroso para los republicanos, quienes tuvieron 700 hombres muertos y más de 1000 fueron hechos prisioneros. Del lado realista sufrieron particularmente los lances del combate el batallón Cantabria y el primer escuadrón de granaderos de la guardia, que perdió la mitad de sus soldados, entre ellos a su comandante Fernández: «Uno de los oficiales de mayores esperanzas del ejército realista». Las bajas totales del Ejército Real del Perú parece que ascendieron a 150 muertos y 250 heridos.

## Combate de Iquique (1823)
Cuando la expedición de Alvarado desembarcó en Arica se ordenó que el batallón n.º 2 de Chile se desplazara a Iquique con la finalidad de promover el alzamiento popular en favor de la causa patriota en Tarapacá, cuyo gobernador militar de apellido Ayana que era un peninsular que se pasó al bando patriota. Allí los sorprendió el ejército real altoperuano del general Olañeta que se encontraba estacionado en Oruro y que había sido prevenido por el virrey de esta maniobra del bando patriota. El 13 de febrero lo destrozaron completamente y los sobrevivientes fueron obligados a reembarcarse en el puerto dejando varios muertos y heridos en la playa. Los realistas capturaron a 100 soldados y 10 oficiales. Al regresar a Lima, el batallón contaba únicamente con 80 plazas de las 600 que tenía al partir de Chile. Esta fue la última acción de armas de la campaña de Alvarado.

## Consecuencias
Las noticias de Moquegua llegaron a Lima el 3 de febrero causando gran consternación entre los republicanos. Para tratar de reparar este desastre militar, la Junta Gubernativa ordenó el alistamiento general de ciudadanos desde la edad de 15 años y se dispuso de igual manera que fueran reclutados para el ejército la tercera parte de los esclavos de la capital y la quinta parte de quienes residían fuera de las murallas. También se impusieron cupos en víveres y dinero para sostener la guerra y se dictaron otras medidas de urgencia. Sin embargo esto no impidió que se generara una honda crisis política que culminó con el Motín de Balconcillo, primer golpe militar de la historia republicana del Perú, el cual supuso la proclamación de José de la Riva Agüero como Presidente de la República. 
Por otra parte la batalla de Moquegua significó el fin del ejército unido chileno-argentino que cruzara los Andes, liberara Chile y a cuya cabeza proclamara don José de San Martín la independencia peruana el 28 de julio de 1821. En adelante dejaría de existir como una fuerza efectiva de combate, tras la sublevación del Callao únicamente 80 granaderos de los Andes continuarían combatiendo en el bando patriota hasta la batalla de Ayacucho.

La jornada desgraciada de Moquegua ha concluido con el ejército de Chile, i solamente quedan algunas reliquias que en nuestro país podrán organizarse. El batallón número 4 ha quedado con 300 i pico de plazas, el número 5 con 60 i tantas, el número 2 con 80. No hemos recibido un recluta porque no los hai en abundancia, i los pocos que vienen son para el ejército del Perú.
Carta del general Pinto a O'Higgins fechada en Bellavista el 11 de abril de 1823

Para el Ejército Real del Perú la campaña fue no solo una gran victoria militar, sino también moral, que fortaleció al partido realista. Sus soldados en los días siguientes a la batalla entonaban una copla que se hizo famosa: «Congresito ¿Cómo estamos con el tris-tras de Moquegua? De aquí a Lima hay una legua ¿Te vas?, ¿Te vienes?, ¿Nos vamos?» Y, efectivamente, tras el Motín de Balconcillo, el Congreso Constituyente «se fue». Lima fue reconquistada, tras ser abandonada por los independentistas, el 18 de junio y las tropas entrarían ante los vivas de la población que simpatizaba con la causa realista. Por sus distinguidas acciones, fueron ascendidos al grado superior los oficiales Jerónimo Valdés y José de Canterac, entre otros.